# ویلیام دی همیلتون
ویلیام دونالد بیل همیلتون (William Donald "Bill" Hamilton)، (زاده ۱ اوت ۱۹۳۶ - درگذشته ۷ مارس ۲۰۰۰)، زیست‌شناس فرگشتی اهل انگلیس بود که او را به عنوان یکی از شناخته‌شده‌ترین نظریه دانان فرگشت در سده بیستم میلادی می‌دانند.
همیلتون به خاطر کار تئوری‌اش در زمینه شرح پایه ژنتیکی برای انتخاب خویشاوندی و نوع‌دوستی مشهور شد که به گسترش پژوهش‌ها در زمینه نگاه ژنتیکی به فرگشت کمک بسیاری کرد. او را یکی از پیشگامان علم زیست‌جامعه‌شناسی (sociobiology) می‌دانند. او همچنین کارهای مهمی در زمینه نسبت جنسی و تکامل تولید مثل انجام داد. او از ۱۹۸۴ تا زمان مرگش، استاد پژوهشگر انجمن سلطنتی در دانشگاه آکسفورد بود.
همیلتون در سال ۲۰۰۰، بر اثر یک بیماری در جنگل‌های کنگو جان خود را از دست داد؛ او به این دلیل به جنگل‌های کنگو رفته‌بود تا برای نظریه‌اش دربارهٔ خاستگاه ویروسی که منجر به بیماری ایدز می‌شود شواهد و مدارکی گردآوری کند.

## جوایز
- ۱۹۷۸ - عضویت افتخاری خارجی فرهنگستان هنر و علوم آمریکا
- ۱۹۸۰ - عضویت انجمن سلطنتی در لندن
- ۱۹۸۲ - جایزه نیوکمب کلیولند از انجمن پیشبرد علوم آمریکا
- ۱۹۸۸ - دریافت مدال داروین از انجمن سلطنتی لندن
- ۱۹۸۹ - دریافت مدال علمی از انجمن لینین
- ۱۹۹۱ - مدال فرینک انجمن حیوان‌شناسی لندن
- ۱۹۹۲/۱۹۹۳ - جایزه وندر از دانشگاه برن
- ۱۹۹۳ - جایزه کرافورد از فرهنگستان پادشاهی علوم سوئد
- ۱۹۹۳ - جایزه کیوتو از بنیاد ایناموری
- ۱۹۹۵ - جایزه فیسن از بنیاد فیسن

## کارها

### مجموعه مقاله
او مجموعه مقاله‌های انتخابی‌اش را از سال ۱۹۹۶ منتشر کرد.
- Hamilton W.D. (1996) Narrow Roads of Gene Land vol. 1: Evolution of Social Behaviour Oxford University Press,Oxford. ISBN 0-7167-4530-5
- Hamilton W.D. (2002) Narrow Roads of Gene Land vol. 2: Evolution of Sex Oxford University Press,Oxford. ISBN 0-19-850336-9
- Hamilton W.D. (2005) Narrow roads of Gene Land, vol. 3: Last Words (with essays by coauthors, ed. M. Ridley). Oxford University Press, Oxford. ISBN 0-19-856690-5

### مقاله‌های مهم
- Hamilton WD (July 1964). "The genetical evolution of social behaviour. I". J. Theor. Biol. 7 (1): 1–16. PMID 5875341.
- Hamilton WD (July 1964). "The genetical evolution of social behaviour. II". J. Theor. Biol. 7 (1): 17–52. PMID 5875340.
- Hamilton WD (September 1966). "The moulding of senescence by natural selection". J. Theor. Biol. 12 (1): 12–45. PMID 6015424.
- Hamilton WD (April 1967). "Extraordinary sex ratios. A sex-ratio theory for sex linkage and inbreeding has new implications in cytogenetics and entomology". Science. 156 (3774): 477–88. PMID 6021675.
- Hamilton WD (May 1971). "Geometry for the selfish herd". J. Theor. Biol. 31 (2): 295–311. PMID 5104951.

- Hamilton W. D. (1975). Innate social aptitudes of man: an approach from evolutionary genetics. in R. Fox (ed.), Biosocial Anthropology, Malaby Press, London, 133-53.

- Axelrod R, Hamilton WD (March 1981). "The evolution of cooperation". Science. 211 (4489): 1390–6. PMID 7466396. with Robert Axelrod
- Hamilton, W.; Zuk, M (1982). "Heritable true fitness and bright birds: a role for parasites?". Science. 218 (4570): 384–387. doi:10.1126/science.7123238. ISSN 0036-8075.